# Stabilizatory krwi

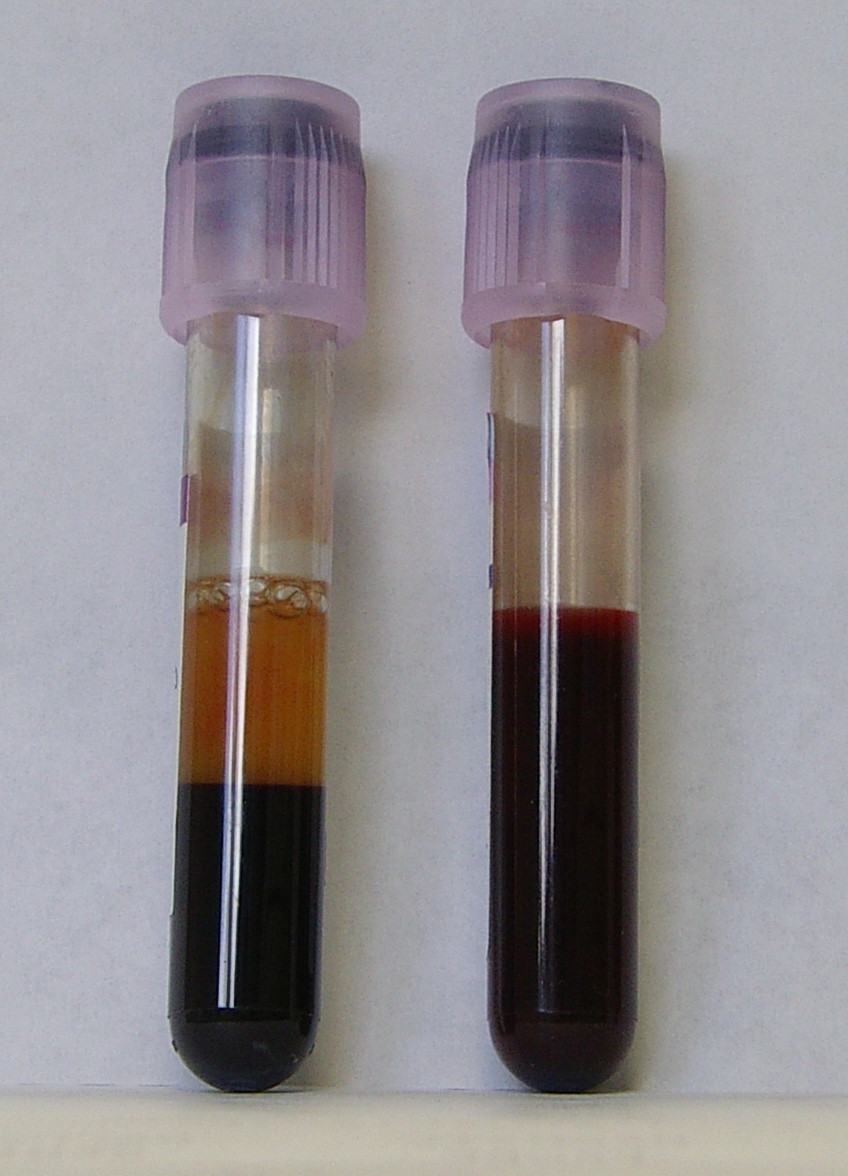
Próbka krwi z EDTA (po lewej)

Stabilizatory krwi – mieszaniny związków chemicznych stosowane do konserwowania krwi, zapobiegające jej krzepnięciu. W większości krajów stosuje się w tym celu specjalny płyn konserwujący ACD (acid-citrate-dex-trose), będący roztworem cytrynianu sodu i glukozy w wodzie destylowanej. Rzadziej stosowanymi środkami w tym celu są heparyna i sól sodowa kwasu etylenodiaminotetraoctowego (EDTA).